# Nagelfluh-Aufschluss (Günzegg)
Der Nagelfluh-Aufschluss bei Günzegg, einem Ortsteil der Gemeinde Böhen im Landkreis Unterallgäu (Bayern), ist ein eingetragenes Geotop mit der Nummer 778A003. Der Aufschluss auf eine Höhe von 796 m ü. NN befindet sich rund 2,7 km östlich der Gemeinde, entlang der Straße nach Günzegg. Es liegt im Naturraum der Iller-Lech-Schotterplatten, in der geologischen Raumeinheit der Iller-Lech-Region. Das künstlich durch eine Kiesgrube entstandene Geotop erstreckt sich mit 200 Metern Länge, 5 Metern Breite und 8 Metern Höhe, auf einer Fläche von 1000 Quadratmetern. Im sehr stark eingewachsenen Geotop ist zu Nagelfluh verfestigter Vorstoßschotter sowie Schottermoräne des Mindelglazials aufgeschlossen. Das nicht geschützte Geotop wird als geowissenschaftlich bedeutend eingestuft und ist in der Region nur selten vorhanden.